# Kugisho B3Y
Kugisho B3Y – japoński, pokładowy samolot torpedowo-bombowy przeznaczony dla lotnictwa Japońskiej Cesarskiej Marynarki Wojennej. Zaprojektowany w 1 Morskim Arsenale Lotniczym w Yokosuce.

## Historia
Na początku lat 30. XX wieku lotnictwo Japońskiej Cesarskiej Marynarki Wojennej nadal nie miało na swoim wyposażeniu samolotu torpedowego spełniającego oczekiwania marynarki. W służbie dominowały maszyny Mitsubishi B1M i Mitsubishi B2M, których parametry lotu dalece odbiegały od innych konstrukcji używanych wówczas na świecie. Niezrażona kolejnymi niepowodzeniami marynarka ogłosiła kolejny konkurs na nową maszynę torpedową, tym razem jednak obok tradycyjnych producentów do pracy włączono również własne środki w postaci 1. Morskiego Arsenału Lotniczego w Yokosuce. W kwietniu 1932 roku założenia techniczne nowego samolotu 7 Shi otrzymały firmy Mitsubishi i Nakajima oraz Arsenał. W pracach wzięła również udział firma Aichi angażując swoje własne środki. Niestety zgodnie już z niepisaną tradycją, konstrukcje zaproponowane przez wszystkie wytwórnie nie wniosły żadnej radykalnej poprawy osiągów w porównaniu z już użytkowanymi maszynami. Na dodatek prototypy Mitsubishi i Nakajimy rozbiły się podczas prób w locie. Tym samym marynarka podjęła decyzję o kontynuowaniu dalszych prac nad samolotem, który zaprojektowany został w Arsenale. Do prac włączono inżyniera Tokichiro Gomei z firmy Aichi. Gotowy prototyp dwupłatowej maszyny ze stałym podwoziem ukończony został w 1932 roku. Samolot również nie był "przełomem" technologicznym. Okazał się być maszyną trudną w pilotażu, mającą problemy z zachowaniem stateczności w powietrzu oraz zawodnym silnikiem. Pomimo tego, po modyfikacjach dokonanych przez Gomei w sierpniu 1933 roku została skierowana do produkcji seryjnej pod oznaczeniem B3Y1. Produkcję samolotów uruchomiono w wytwórni Aichi a następnie przeniesiono ją do 11. Morskiego Arsenału Lotniczego w Hiro. Produkcje seryjną zakończono w 1936 roku. B3Y1 nie zdominował pokładów lotniskowców i był w służbie równolegle z dużo starszymi konstrukcjami B1M i B2M. Maszyny zostały użyte bojowo na początku konfliktu z Chinami.

## Konstrukcja
B3Y był dwupłatowy, zastrzałowym, trzymiejscowym samolotem torpedowo-bombowm o mieszanej konstrukcji metalowo drewnianej. Trzyosobowa załoga z miejscami ustawionymi jedno za drugim. Podwozie stałe, zastrzałowe z kółkiem ogonowym. Skrzydła składane w celu ułatwienia hangarowania samolotu na pokładzie lotniskowca. W maszynie zastosowano 12-cylindrowy, silnik rzędowy chłodzony cieczą Hiro Type 91-2 o mocy 750 KM napędzający dwułopatowe śmigło.